# Finn Surman
Finn Surman (Christchurch, 23 settembre 2003) è un calciatore neozelandese, difensore dei Portland Timbers e della nazionale neozelandese.

## Carriera

### Club
Conchie è cresciuto nel settore giovanile del Wellington Phoenix ed ha debuttato in prima squadra il 12 dicembre 2021 nell'incontro di Australia Cup vinto 1-0 contro il Western United. Il 15 febbraio 2022 ha firmato il suo primo contratto professionistico.

### Nazionale
Nel maggio del 2023 ha partecipato con la Nuova Zelanda Under-20 al campionato mondiale. Il 17 ottobre seguente ha debuttato con la nazionale maggiore nell'amichevole persa 2-0 contro la Grecia.
Il 5 giugno 2024 è stato convocato dalla nazionale maggiore per partecipare alla Coppa delle nazioni oceaniane 2024, che ha visto trionfare proprio la compagine neozelandese. Nel corso del torneo ha realizzato un gol nel successo per 5-0 in semifinale contro Tahiti.

## Statistiche

### Cronologia presenze e reti in nazionale
| Cronologia completa delle presenze e delle reti in nazionale ― Nuova Zelanda | Cronologia completa delle presenze e delle reti in nazionale ― Nuova Zelanda | Cronologia completa delle presenze e delle reti in nazionale ― Nuova Zelanda | Cronologia completa delle presenze e delle reti in nazionale ― Nuova Zelanda | Cronologia completa delle presenze e delle reti in nazionale ― Nuova Zelanda | Cronologia completa delle presenze e delle reti in nazionale ― Nuova Zelanda | Cronologia completa delle presenze e delle reti in nazionale ― Nuova Zelanda | Cronologia completa delle presenze e delle reti in nazionale ― Nuova Zelanda |
| Data                                                                         | Città                                                                        | In casa                                                                      | Risultato                                                                    | Ospiti                                                                       | Competizione                                                                 | Reti                                                                         | Note                                                                         |
| ---------------------------------------------------------------------------- | ---------------------------------------------------------------------------- | ---------------------------------------------------------------------------- | ---------------------------------------------------------------------------- | ---------------------------------------------------------------------------- | ---------------------------------------------------------------------------- | ---------------------------------------------------------------------------- | ---------------------------------------------------------------------------- |
| 17-11-2023                                                                   | Atene                                                                        | Grecia                                                                       | 2 – 0                                                                        | Nuova Zelanda                                                                | Amichevole                                                                   | -                                                                            | 83’                                                                          |
| 18-6-2024                                                                    | Port Vila                                                                    | Nuova Zelanda                                                                | 3 – 0                                                                        | Isole Salomone                                                               | Coppa d'Oceania 2024 - 1º turno                                              | -                                                                            |                                                                              |
| 21-6-2024                                                                    | Port Vila                                                                    | Vanuatu                                                                      | 0 – 4                                                                        | Nuova Zelanda                                                                | Coppa d'Oceania 2024 - 1º turno                                              | -                                                                            | 23’ 73’                                                                      |
| 27-6-2024                                                                    | Port Vila                                                                    | Nuova Zelanda                                                                | 5 – 0                                                                        | Tahiti                                                                       | Coppa d'Oceania 2024 - Semifinale                                            | 1                                                                            |                                                                              |
| 30-6-2024                                                                    | Port Vila                                                                    | Nuova Zelanda                                                                | 3 – 0                                                                        | Vanuatu                                                                      | Coppa d'Oceania 2024 - Finale                                                | -                                                                            |                                                                              |
| 10-9-2024                                                                    | Cincinnati                                                                   | Stati Uniti                                                                  | 1 – 1                                                                        | Nuova Zelanda                                                                | Amichevole                                                                   | -                                                                            | 74’                                                                          |
| 18-11-2024                                                                   | Auckland                                                                     | Samoa                                                                        | 0 – 8                                                                        | Nuova Zelanda                                                                | Qual. Mondiali 2026                                                          | -                                                                            |                                                                              |
| 7-6-2025                                                                     | Toronto                                                                      | Nuova Zelanda                                                                | 1 – 0                                                                        | Costa d'Avorio                                                               | Amichevole                                                                   | -                                                                            |                                                                              |
| 10-6-2025                                                                    | Toronto                                                                      | Nuova Zelanda                                                                | 1 – 2                                                                        | Ucraina                                                                      | Amichevole                                                                   | -                                                                            |                                                                              |
| Totale                                                                       |                                                                              | Presenze                                                                     | 9                                                                            |                                                                              | Reti                                                                         | 1                                                                            |                                                                              |

## Palmarès

### Nazionale
- Coppa d'Oceania: 1

Figi/Vanuatu 2024